# Walshausen
Walshausen là một thị xã ở Zweibrücken-Land, huyện Südwestpfalz trong bang Rhineland-Palatinate, Đức. Dân số cuối năm 2006 là 352 người.
Walshausen được đề cập lần đầu trong lịch sử vào năm 1463.